# Anglo-normandiska
Anglo-normandiska språket är den variant av normandiska (fransk dialekt), som kom att utvecklas i England efter normandernas erövring. Språket talades bland den fransktalande normandiska överklassen. Anglo-normandiskan har haft mycket stor betydelse för det engelska språkets ordförråd.